# Contea di Montesarchio
La contea di Montesarchio  fu feudo comitale esistito nel regno di Napoli nel XV secolo, corrispondente al territorio dell'odierno comune di Montesarchio (in provincia di Benevento).

## Storia
Terra feudale di proprietà della famiglia Della Leonessa dei signori di Airola dal 1278, situata nel Principato Ultra, fu elevata a contea nel 1453 con Alfonso della Leonessa, figlio di Leonardo Antonio, investito del titolo di I conte di Montesarchio da parte del re Alfonso I di Napoli.
Il Leonessa, prese parte alla congiura dei baroni napoletani contro il re Ferdinando I, figlio e successore di Alfonso, e perciò questi lo dichiarò ribelle e nel 1462 gli confiscò la contea, che assegnò al nobile siciliano Giovanni Ventimiglia, marchese di Geraci, ammiraglio al servizio della Corona d'Aragona, nonché consigliere del Re di Napoli. Prima di morire, il marchese di Geraci, con un testamento fatto redigere nel 1473 aveva donato la contea di Montesarchio al nipote Giovanni Antonio Ventimiglia, ma tali disposizioni vennero rettificate con un successivo testamento del 1474, in cui nominò suo successore l'altro nipote Leonardo III Tocco.
Il Tocco nel 1480 cedette la contea di Montesarchio al re Ferdinando per 12.000 ducati, che con lo stesso prezzo rivendette al napoletano Carlo Carafa, il quale nel 1496 verrà investito del titolo di I marchese di Montesarchio.

## Cronotassi dei Conti di Montesarchio
- Alfonso della Leonessa (1453-1462)
- Giovanni Ventimiglia d'Aragona (1462-1475)
- Leonardo Tocco Ventimiglia (1475-1480)
- Carlo Carafa (1480-1496)